# 中西久美
中西 久美（なかにし くみ、旧姓：梁井（やない）。1971年9月8日 - ）は、福岡県を中心に活動するフルート奏者、フリーアナウンサー。
2025年4月、交通事故による負傷でフルート奏者を引退。今後の予定は一切未定。

## 人物
福岡市出身。幼い頃から音楽に親しむ家庭環境だったようで、5歳でピアノを、10歳でフルートを習い始め、福岡ジュニアオーケストラで活動する。中学卒業後、フルートをより極めるため上京し、東京藝術大学音楽学部附属音楽高等学校に進学し、3年次で第43回全日本学生音楽コンクール東京大会第3位に輝く。卒業後の1990年に本体の東京藝術大学へ進学。
卒業後にすんなりとはフルート奏者としての道に進めず、1994年4月、RKB毎日放送にアナウンサーとして入社。深夜の大型バラエティー番組『OK!』でコンバット満とともに司会を務め、“RKBの誇る藝大出身の巨乳お嬢様アナ”という触れ込みで福岡の若者を虜にした。翌年には斉藤絹子（現：フリー）、田中みずきとともに、RKBがNHK福岡放送局と共同でホストステーションとなったユニバーシアード福岡大会メインリポーターを務めた。
アナウンサーとしての勤務は2年間と短く、1996年3月いっぱいで寿退社。それとともにフルート奏者としての活動を再開。ワン・アップ・ミュージックよりALL WEATHER LOVEのヴォーカルとフルート担当でCDデビュー。妊娠、出産、育児による中断期間があったが、娘を出産後の2004年、第10回宮日音楽コンクールに出場し、フルート部門優秀賞を獲得した。
娘がある程度、成長して、子育てに手があまりかからなくなった2006年に入ってから、結婚後の「中西」姓でアナウンサーとしての活動を再開。当初は「フルート奏者」の肩書であったが、後にアナウンサーとしての活動を広げたことから「フリーアナウンサー」としての肩書になっている。
古巣のRKBは近年、女子アナ自体が減っており、しかも立て続けに結婚、妊娠、出産という事態が続いていることから、その穴を埋めるような形での活動となっている。また2011年には、光文社が主催した「第2回国民的“美魔女”コンテスト」に応募し、最終的に受賞は叶わなかったが、ファイナリストとして残ったため、その肩書も加えて活動している。
2025年4月12日、高速道路を自ら運転するバイクで走行中に転倒する事故に遭い負傷。フルートの演奏が困難になったことを自身のSNSで報告した。

## 活動歴

### テレビ番組

#### RKB毎日放送の社員として
- OK!（司会、- 退社まで）
- ユニバーシアード競技大会福岡大会関連番組（1995年）
- IDEX DRIVING JAMS（時期不明）
- 探検!九州 リポーター
- 夕方放送局今日もやっぱり基樹です
- おはよう福岡市

#### フリーとしての活動
- 今日感テレビ

出演し始めた当初は退社から既に10年経過し、若い後輩の中にも彼女と同じ道をたどる者がいることもあり、共演者から「過去の人」呼ばわりされたり、「昔ファンでした」と言われたりすることがあった。
当初は「グルメ・キーワード・バトル」などのリポーターとしてたまに出演する程度であったが、2006年10月に金曜日放送分の進行役就任。その後池尻和佳子の育児休暇明けで再び中継担当に。番組の変容や美魔女コンテスト参加に伴い最近は出演しなくなっている。
- GeeBee（テレビ西日本）

福岡のイケてるアラフォー女性の代表「GeeBeeレディーズ」のメンバーとして出演。こちらは「美魔女」としての経験を生かした形である。
- ももち浜ストア

月曜日の「美味ナビ月曜日」コーナーにてリポーターを務めている。

### CM
- エバーライフ おいしい青汁 (2012年)
- やずや ぷるーんコラーゲン (2019年)

### CD
- 星空のLOOP（テレビ東京『スポーツTODAY』エンディングテーマ）

### 雑誌等
- KADOKAWA ザ・テレビジョン コラム（1995年度に1年間担当）
- 講談社 週刊ヤングマガジン グラビアページ（時期不明）
- 小学館 週刊ポスト「オーバー40の美ビキニ」（“美魔女”として、2012年7月20日/27日合併号）

## コラボ商品
- ワンランク上の大人のエイジレスウィッグ　プリシラボーテ

### 受賞歴
- 第43回全日本学生音楽コンクール東京大会第3位（藝大附属音高3年次）
- 第21回JNNアノンシスト賞九州沖縄地区テレビCM部門第1位（1996年）
- 第10回宮日音楽コンクールフルート部門優秀賞（2004年）